# Partecipanti al Tour de France 1933
Qui di seguito viene riportato l'elenco dei partecipanti al Tour de France 1933. Partirono da Parigi corridori, dei quali 40 tagliarono il medesimo traguardo. 

## Corridori per squadra
Nota: R ritirato, NP non partito, FT fuori tempo massimo, E eliminato
| Belgio            | Belgio              | Belgio            | Francia      | Francia            | Francia      | Cicloturisti | Cicloturisti             | Cicloturisti |
| ----------------- | ------------------- | ----------------- | ------------ | ------------------ | ------------ | ------------ | ------------------------ | ------------ |
| 1                 | Georges Ronsse      | R 6ª              | 33           | Charles Pélissier  | R 3ª         | 127          | Fernand Cornez           | 35º          |
| 2                 | Jean Aerts          | 9º                | 34           | André Leducq       | 31º          | 128          | Jean Driancourt          | R 17ª        |
| 3                 | Georges Lemaire     | 4º                | 35           | Maurice Archambaud | 5º           | 129          | Fernand Fayolle          | 11º          |
| 4                 | Alfons Schepers     | 18º               | 36           | Georges Speicher   | 1º           | 130          | Emile Ignat              | R 10ª        |
| 5                 | Gaston Rebry        | 14º               | 37           | Antonin Magne      | 8º           | 131          | Edmond Berenger          | R 1ª         |
| 6                 | Jan Wauters         | R 7ª              | 38           | Léon Le Calvez     | 7º           | 132          | François Haas            | R 10ª        |
| 7                 | Alfons Deloor       | 27º               | 39           | Roger Lapébie      | 29º          | 133          | Pierre Cloarec           | 38º          |
| 8                 | Joseph Moerenhout   | R 8ª              | 40           | René Le Grevès     | 19º          | 134          | Auguste Monciero         | R 12ª        |
| Italia            | Italia              | Italia            | Cicloturisti | Cicloturisti       | Cicloturisti | 135          | Ernest Neuhard           | 40º          |
| 9                 | Learco Guerra       | 2º                | 101          | Antoine Dignef     | 26º          | 136          | Gaspard Rinaldi          | 15º          |
| 10                | Raffaele Di Paco    | R 7ª              | 102          | Julien Vervaecke   | NP 7ª        | 137          | Pierre Pastorelli        | 37º          |
| 11                | Francesco Camusso   | R 11ª             | 103          | Emile Joly         | R 1ª         | 138          | Louis Peglion            | R 8ª         |
| 12                | Domenico Piemontesi | R 9ª              | 104          | Camille Degraeve   | R 8ª         | 139          | Eugène Le Goff           | 16º          |
| 13                | Vasco Bergamaschi   | 39º               | 105          | Emile Decroix      | 22º          | 140          | Jean-Baptiste Intcegaray | R 1ª         |
| 14                | Fabio Battesini     | R 8ª              | 106          | Louis Hardiquest   | R 8ª         |              |                          |              |
| 15                | Luigi Giacobbe      | 28º               | 107          | Léon Louyet        | 32º          |              |                          |              |
| 16                | Allegro Grandi      | R 7ª              | 108          | Léopold Roosemont  | E 8ª         |              |                          |              |
| Svizzera          | Svizzera            | Svizzera          | 109          | Antonio Folco      | NP 7ª        |              |                          |              |
| 17                | Albert Büchi        | 13º               | 110          | Robert Brugère     | 24º          |              |                          |              |
| 18                | Alfred Büchi        | 20º               | 111          | Giovanni Firpo     | E 8ª         |              |                          |              |
| 19                | Georges Antenen     | R 8ª              | 112          | Amalio Viarengo    | R 1ª         |              |                          |              |
| 20                | Walter Blattmann    | 30º               | 113          | André Gaillot      | 33º          |              |                          |              |
| 21                | Roger Pipoz         | 36º               | 114          | Renato Scorticati  | R 10ª        |              |                          |              |
| 22                | August Erne         | R 2ª              | 115          | Giuseppe Martano   | 3º           |              |                          |              |
| 23                | Alfred Bula         | 25º               | 116          | Eugenio Gestri     | R 1ª         |              |                          |              |
| 24                | Luigi Luisoni       | R 9ª              | 117          | Decimo Bettini     | 21º          |              |                          |              |
| Germania/ Austria | Germania/ Austria   | Germania/ Austria | 118          | Roger Strebel      | R 1ª         |              |                          |              |
| 25                | Kurt Stöpel         | 10º               | 119          | Vicente Trueba     | 6º           |              |                          |              |
| 26                | Oskar Thierbach     | 23º               | 120          | Francisco Cepeda   | R 1ª         |              |                          |              |
| 27                | Ludwig Geyer        | 12º               | 121          | Kart Thallinger    | E 10ª        |              |                          |              |
| 28                | Herbert Sieronski   | R 1ª              | 122          | Léon Level         | 7º           |              |                          |              |
| 29                | Hermann Buse        | R 10ª             | 123          | Benoît Fauré       | R 2ª         |              |                          |              |
| 30                | Willi Kutschbach    | R 10ª             | 124          | René Bernard       | 34º          |              |                          |              |
| 31                | Max Bulla           | R 8ª              | 125          | Roger Bisseron     | R 2ª         |              |                          |              |
| 32                | Karl Altenburger    | FT 4ª             | 126          | Adrien Buttafocchi | R 8ª         |              |                          |              |

## Corridori per nazionalità
| Numero ciclisti | Nazione         |
| --------------- | --------------- |
| 29              | Francia         |
| 16              | Belgio          |
| 15              | Italia          |
| 9               | Svizzera        |
| 7               | Germania        |
| 2               | Spagna, Austria |